# 4936 Butakov
Butakov (asteróide 4936) é um asteróide da cintura principal, a 1,9889605 UA. Possui uma excentricidade de 0,126271 e um período orbital de 1 254,5 dias (3,44 anos).
Butakov tem uma velocidade orbital média de 19,74094926 km/s e uma inclinação de 5,90561º.
Este asteróide foi descoberto em 22 de Outubro de 1985 por Lyudmila Zhuravlyova.